# Moonchild (音楽グループ)
Moonchild（문차일드、ムーンチャイルドゥ）は、韓国で活動していた4人組男性ロックバンドである。2000年にデビュー、2001年に解散した。

## 略歴
2000年に1集「Delete」のタイトル曲「Delete」でデビュー。シン・ヘチョルがアルバム参加し、チョ・ソンモがボーカル指導したことで話題になったが、大きな反響は得られなかった。しかし後続曲(同アルバム収録)の「太陽がいっぱい(태양은 가득히)」、翌2001年に発表した2集「愛しているから(사랑하니까)」のタイトル曲「愛しているから」がヒットし、初の歌謡番組1位を獲得した。
2集活動終了時にホ・ジョンミンがにタレントに復帰するために脱退。イ・ス、チョン・ミンヒョク、JユンはM.C. The Maxとしてグループを再編成したためにMoonchildは消滅することになった。

## メンバー
- イ・ス (1981年4月22日（43歳）) リーダー、メインボーカル、ギター
- チョン・ミンヒョク (1981年6月13日（43歳）) ドラム
- Jユン (1982年9月27日（38歳没[1][2]）) ベース、バイオリン
- ホ・ジョンミン (1982年11月11日（42歳）) キーボード

## ディスコグラフィー
- 1集「Delete」 (2000)
- 2集「愛しているから(사랑하니까)」 (2001)
- シングル「Jingle Bell Rock」 (2001)